# 白永贞
白永贞（1867年-1944年2月22日）字佩珩，满族镶白旗巴雅拉氏，辽宁辽阳人。清末与中华民国学者、政治人物。

## 生平
1867年（清同治六年）白永贞出生于辽阳州唐马寨马蜂泡村，幼年于村塾启蒙，后进入辽阳襄平书院学习。乡试中秀才。1897年（光绪二十三年）京试中拔贡。科举废除后，白永贞热心兴学先后任启化学堂校董、辽阳劝学所总董、教育会副会长等职，并当选为奉天省咨议局议员，1911年，任直隶州判、候补直隶州署、海龙知府，任职海龙知府时主持编修《海龙县志》，因海龙境内发生一起“谋杀亲夫”命案，白永贞遂引咎辞职。后应张作霖邀请，白永贞前往大帅府任教，担任张学良的教师。1920年，白永贞组建奉天文学专门学校，任校长，后历任奉天省议会第二至三届议长、代理省长、东北边防军司令部参事等职务。1927年，担任奉天通志馆馆长负责筹划修《奉天通志》，同年主持纂修的《辽阳县志》成书。
1931年九一八事变后，白永贞隐居不仕，拒任伪职，继续编修《奉天通志》。 1933年3月，白永贞之子白毓麟（东北军 112 师 635 团上校团长）在古北口抗日战场阵亡。1937年，白永贞成书东北首部山川志《九顶铁刹山志》，同年重回奉天居住。1944年2月22日，白永贞因病去世，病重时曾嘱托家人“吾将走矣！死后送吾回故里，停放于宗祠，吾不甘葬于污垢之地，待国土收复后，大祭大奠。此可谓：待到驱除日寇时，家祭勿忘告乃翁。”享年77岁。

## 评价
张学良评价称“先生是一位孝廉公，曾任过知府。我虽然曾从他受教只有一年多，可是我得益不少。他对我从未有过怒颜谴责，许我行动自由放任。关于读书做人他时加劝诱指导。”

## 著作
《丹桂轩诗钞》、《阅微草堂评语》